# Final de la Liga de Campeones de la UEFA 2005-06
La final de la Liga de Campeones de la UEFA 2005-06 se disputó el día 17 de mayo de 2006 en el Estadio de Francia de París, Francia. Fue la 51.ª edición de la final en la que se conmemoraba el 50.º aniversario de la competición y los equipos que la disputaron fueron el Barcelona y el Arsenal con resultado de 2-1 para los azulgranas, que lograron su segunda Copa de Europa.

## Trayectoria de los finalistas

### F. C. Barcelona
El Barcelona empieza su andadura encuadrado en el Grupo F, junto al Werder Bremen alemán, el Udinese italiano y los griegos del Panathinaikos. En un, a priori, grupo poco competitivo, los azulgranas terminan en primera posición, ganando todos los partidos salvo un empate en Atenas ante el Panathinaikos. 
En octavos de final se mide ante uno de sus tradicionales rivales en las eliminatorias: el Chelsea. Los azulgranas se toman venganza de lo sucedido en la pasada temporada y superan la eliminatoria al vencer en la ida por 1-2 y un empate 1-1 en casa. 
En cuartos de final se mide ante el Benfica portugués, que en octavos eliminó al vigente campeón, el Liverpool. En la ida, el Barça empata 0-0 en Lisboa después de desperdiciar multitud de claras ocasiones de gol, pero en la vuelta en el Camp Nou consigue ganar 2-0 con goles de las dos principales estrellas del equipo, Ronaldinho y Samuel Eto'o.
En las semifinales, el Barça se mide ante el Milan, finalista en la anterior edición. En una disputada eliminatoria, un solitario gol de Ludovic Giuly en la segunda parte de la ida permitió al Barcelona acceder a la final. En la vuelta, el Barcelona mantiene el 0-0 y consigue su primer pase a la final de la Copa de Europa desde hacía 12 años.

### Arsenal F. C.
Los gunners comienzan en el Grupo B, junto al Ajax de Ámsterdam, el Sparta Praga checo y los suizos del Thun. En un grupo que no se preveía que ocasionara muchos problemas a los londinenses, el Arsenal finaliza en primera posición, ganando todos los partidos exceptuando un empate concedido en el último partido ante el Ajax.
En Octavos de final, el Arsenal hace frente al Real Madrid. En la ida, el Arsenal da la sorpresa y vence 0-1 con un gol del capitán Thierry Henry tras una gran jugada personal donde se deshace de Roberto Carlos, Pablo García, Guti y Álvaro Mejía antes de batir a Iker Casillas. En la vuelta, los madridistas se ven incapaces de superar el entramado defensivo del Arsenal, que consigue el pase a la siguiente ronda.
En Cuartos de final se miden ante la Juventus de Turín. En la ida, los gunners vencen 2-0 con goles de Cesc Fàbregas tras un contraataque y de Henry. Al igual que hicieron en la eliminatoria contra el Madrid, el conjunto de Arsène Wenger mantiene el 0-0 y consigue el pase a las semifinales.
En las Semifinales se encuentra con otro conjunto español, esta vez el sorprendente Villarreal. En la ida, en Highbury, el Arsenal consigue la victoria con un solitario gol de Kolo Touré tras un batiburrillo de jugadores en el área del Submarino amarillo. En la vuelta, los gunners pretendieron hacer lo mismo que en las anteriores eliminatorias: conservar el 0-0. Pocos minutos antes de que acabara el partido, Juan Román Riquelme falla un penal para el Villarreal que habría supuesto el empate y posteriormente el alargue. El partido finalizaría 0-0 y el Arsenal llega a la primera final de una Copa de Europa en toda su historia.

## Desarrollo
Para la final, disputada en el Estadio de Francia en París, el Barcelona partía como favorito en las encuestas: había dominado en su liga doméstica, eliminó a otros grandes contendientes como Milan o Chelsea en las pasadas eliminatorias, y además contaba con el ganador del Balón de Oro del año 2005, el brasileño Ronaldinho. Por su parte, el Arsenal confiaba en dar la sorpresa merced a su bien trabajado equipo, con una defensa sólida y organizada que había encajado muy pocos goles durante las fases eliminatorias y, sobre todo, con la capacidad atacante de su capitán, Thierry Henry, que había cargado con casi toda la responsabilidad ofensiva del equipo junto con el joven Cesc Fàbregas. Para ese partido, el Barcelona contaba con la baja de Xavi Hernández, que venía de una grave lesión, y de Lionel Messi, con molestias físicas, mientras que el Arsenal no podía contar con su lateral derecho titular, el camerunés Lauren.
El Barcelona dispuso una formación 4-2-3-1; Víctor Valdés ocupaba la portería, la defensa se encargaba a Oleguer Presas, Carles Puyol, el mexicano Rafael Márquez y el neerlandés Giovanni van Bronckhorst. En el centro del campo, Frank Rijkaard dispuso dos mediocentros de corte defensivo cuya responsabilidad era detener al ofensivo centro del campo gunner; estos eran el holandés Mark van Bommel y el brasileño Edmílson. A los jugadores Deco y Ludovic Giuly se les daba más responsabilidad ofensiva, sobre todo al francés Giuly, que debía realizar labores de internada como ya había hecho en la pasada eliminatoria contra el Milan. Lo mejor del Barcelona quedaba reservado para el plano atacante: la magia del brasileño Ronaldinho y las capacidades como killer de Samuel Eto'o.
El Arsenal dispuso una formación 4-4-1-1; el guardameta Jens Lehmann (que había sido considerado el mejor portero del año en la Champions League) cubría la portería, la defensa la ocupaban los marfileños Emmanuel Eboué y Kolo Touré, junto a los dos únicos ingleses del equipo, Sol Campbell y Ashley Cole. En el centro del campo, Gilberto Silva asumía las labores de contención, mientras que Robert Pirès, Aliaksandr Hleb y Cesc Fàbregas asumían una labor más ofensiva. El capitán y figura del equipo, Thierry Henry, quedaba como atacante más adelantado, con el sueco Fredrik Ljungberg como escudero.
El partido comenzó con un Arsenal muy ofensivo; a los pocos minutos, Thierry Henry dispuso de un mano a mano con Víctor Valdés que fue rechazado con el pie por el portero catalán. Sin embargo, casi en el minuto 20 de partido, se produjo un hecho determinante: el portero Jens Lehmann derribaba a Samuel Eto'o cuando éste se hallaba en un mano a mano con el alemán, posteriormente Giuly cogió el rechace y anotó gol. Lehmann fue expulsado por roja directa y el árbitro no concedió la ley de la ventaja, de modo que el tanto no subió al marcador. Manuel Almunia entraba por Pirès, y los gunners encaraban la mayor parte del partido con uno menos. La expulsión de Lehmann fue la primera que se produjo en una final de Champions League.
Tras la expulsión, el Barcelona se convierte en señor de la pelota y el juego, ante un Arsenal muy replegado, pero es incapaz de jugar con fluidez y de generar ocasiones de peligro. En el minuto 38, Sol Campbell remata de cabeza la falta botada por Henry y establece el 0-1 para el Arsenal. Los ingleses, como era de prever, se echaron hacia atrás para mantener el resultado. El Barça dispuso de su más clara ocasión de gol cuando Eto'o remata al palo tras un disparo. Se llega al descanso con 0-1 y con el Barça lejos de su mejor nivel, con un Ronaldinho desaparecido y sin ser capaces los azulgranas de conectar bien.
Tras el descanso, Rijkaard hace uno de los cambios que revertirán el juego del Barcelona: sale Edmílson para dar entrada a Andrés Iniesta, 15 minutos después entrará el sueco Henrik Larsson por Van Bommel, y en el minuto 71 entra el lateral Juliano Belletti por Oleguer. El Barça sale a la ofensiva y consigue un juego más fluido gracias a las nuevas entradas de jugadores. Sin embargo, el Arsenal dispondrá de dos oportunidades claras: Valdés primero para un mano a mano a Ljungberg y después otro a Henry a la salida de un contraataque. En el minuto 76, Eto'o recibía un pase de Larsson y batía a Almunia por el palo derecho, estableciendo el 1-1. Tan solo 5 minutos después, Larsson, en jugada personal, se libra del marcaje de Campbell y cede el balón a Belletti que llegaba en carrera, batiendo, con fortuna, a Almunia entre las piernas y poniendo el 2-1 definitivo. Con uno menos, y sin apenas tiempo para reaccionar, el Arsenal no consiguió crear ninguna ocasión clara de peligro y el partido llegó a su fin. El Barcelona conseguía la segunda Champions de su historia, y el Arsenal se iba con las manos vacías tras disputar su primera final de una Copa de Europa.
En el postpartido, algunos jugadores del Arsenal como Henry, Campbell, Lehmann o el propio entrenador Arsène Wenger acusaron al árbitro de favorecer en varias ocasiones al FC Barcelona. Wenger afirmó que el primer gol de Eto'o había sido en fuera de juego y Lehmann reclamó que su expulsión había sido injusta. Sin embargo, el más duro en sus declaraciones fue Thierry Henry, que afirmó «no saber si el árbitro vestía una camiseta del Barcelona». Periodistas deportivos como Michael Robinson alabaron el juego de los azulgranas, sobre todo en la segunda parte, afirmando que el Arsenal pudo haberse llevado el partido si hubiera aprovechado sus ocasiones de gol y afirmando que el árbitro también cometió fallas favorables a los gunners, como la falta inexistente que se convirtió en el 0-1 o el gol que no subió al marcador anotado por el Barcelona tras la roja a Lehmann.

## Partido
| 1     | POR   | Víctor Valdés            |     |
| 23    | DEF   | Oleguer Presas           | 71' |
| 5     | DEF   | Carles Puyol             |     |
| 4     | DEF   | Rafael Márquez           |     |
| 12    | DEF   | Giovanni van Bronckhorst |     |
| 15    | MED   | Edmílson                 | 46' |
| 17    | MED   | Mark van Bommel          | 61' |
| 20    | MED   | Deco                     |     |
| 8     | DEL   | Ludovic Giuly            |     |
| 10    | DEL   | Ronaldinho               |     |
| 9     | DEL   | Samuel Eto'o             |     |
| D. T. | D. T. | Frank Rijkaard           |     |

| 1     | POR   | Jens Lehmann      |     |
| 27    | DEF   | Emmanuel Eboué    |     |
| 28    | DEF   | Kolo Touré        |     |
| 23    | DEF   | Sol Campbell      |     |
| 3     | DEF   | Ashley Cole       |     |
| 19    | MED   | Gilberto Silva    |     |
| 13    | MED   | Aliaksandr Hleb   | 85' |
| 7     | MED   | Robert Pirès      | 18' |
| 15    | MED   | Cesc Fàbregas     | 74' |
| 8     | DEL   | Fredrik Ljungberg |     |
| 14    | DEL   | Thierry Henry     |     |
| D. T. | D. T. | Arsène Wenger     |     |

| 24 | Centrocampista | Andrés Iniesta   | 46' |
| 7  | Delantero      | Henrik Larsson   | 61' |
| 2  | Defensa        | Juliano Belletti | 71' |

| 24 | Guardameta     | Manuel Almunia     | 18' |
| 16 | Centrocampista | Mathieu Flamini    | 74' |
| 9  | Delantero      | José Antonio Reyes | 85' |

| 76' · 81' | Samuel Eto'o Juliano Belletti | 1:1 2:1 |

| 37' | Sol Campbell | 0:1 |

| 69' · 90+3' | Oleguer Presas Henrik Larsson |

| 22' · 51' | Emmanuel Eboué Thierry Henry |

| 18' | Jens Lehmann |

| Principal  | Terje Hauge        |
| Asistentes | Steinar Holvik     |
|            | Arild Sundet       |
| Cuarto     | Tom Henning Øvrebø |

|                    |    |    |
| Tiros              | 20 | 8  |
| Tiros a puerta     | 9  | 5  |
| Faltas             | 20 | 16 |
| Saques de esquina  | 3  | 4  |
| Fueras de juego    | 1  | 1  |
| Posesión del balón | 64 | 36 |

| Alineación inicial |

| 1     | POR   | Víctor Valdés            |     |
| 23    | DEF   | Oleguer Presas           | 71' |
| 5     | DEF   | Carles Puyol             |     |
| 4     | DEF   | Rafael Márquez           |     |
| 12    | DEF   | Giovanni van Bronckhorst |     |
| 15    | MED   | Edmílson                 | 46' |
| 17    | MED   | Mark van Bommel          | 61' |
| 20    | MED   | Deco                     |     |
| 8     | DEL   | Ludovic Giuly            |     |
| 10    | DEL   | Ronaldinho               |     |
| 9     | DEL   | Samuel Eto'o             |     |
| D. T. | D. T. | Frank Rijkaard           |     |

| 1     | POR   | Jens Lehmann      |     |
| 27    | DEF   | Emmanuel Eboué    |     |
| 28    | DEF   | Kolo Touré        |     |
| 23    | DEF   | Sol Campbell      |     |
| 3     | DEF   | Ashley Cole       |     |
| 19    | MED   | Gilberto Silva    |     |
| 13    | MED   | Aliaksandr Hleb   | 85' |
| 7     | MED   | Robert Pirès      | 18' |
| 15    | MED   | Cesc Fàbregas     | 74' |
| 8     | DEL   | Fredrik Ljungberg |     |
| 14    | DEL   | Thierry Henry     |     |
| D. T. | D. T. | Arsène Wenger     |     |

| 24 | Centrocampista | Andrés Iniesta   | 46' |
| 7  | Delantero      | Henrik Larsson   | 61' |
| 2  | Defensa        | Juliano Belletti | 71' |

| 24 | Guardameta     | Manuel Almunia     | 18' |
| 16 | Centrocampista | Mathieu Flamini    | 74' |
| 9  | Delantero      | José Antonio Reyes | 85' |

| 76' · 81' | Samuel Eto'o Juliano Belletti | 1:1 2:1 |

| 37' | Sol Campbell | 0:1 |

| 69' · 90+3' | Oleguer Presas Henrik Larsson |

| 22' · 51' | Emmanuel Eboué Thierry Henry |

| 18' | Jens Lehmann |

| Principal  | Terje Hauge        |
| Asistentes | Steinar Holvik     |
|            | Arild Sundet       |
| Cuarto     | Tom Henning Øvrebø |

|                    |    |    |
| Tiros              | 20 | 8  |
| Tiros a puerta     | 9  | 5  |
| Faltas             | 20 | 16 |
| Saques de esquina  | 3  | 4  |
| Fueras de juego    | 1  | 1  |
| Posesión del balón | 64 | 36 |

| Alineación inicial |

| 1     | POR   | Víctor Valdés            |     |
| 23    | DEF   | Oleguer Presas           | 71' |
| 5     | DEF   | Carles Puyol             |     |
| 4     | DEF   | Rafael Márquez           |     |
| 12    | DEF   | Giovanni van Bronckhorst |     |
| 15    | MED   | Edmílson                 | 46' |
| 17    | MED   | Mark van Bommel          | 61' |
| 20    | MED   | Deco                     |     |
| 8     | DEL   | Ludovic Giuly            |     |
| 10    | DEL   | Ronaldinho               |     |
| 9     | DEL   | Samuel Eto'o             |     |
| D. T. | D. T. | Frank Rijkaard           |     |

| 1     | POR   | Jens Lehmann      |     |
| 27    | DEF   | Emmanuel Eboué    |     |
| 28    | DEF   | Kolo Touré        |     |
| 23    | DEF   | Sol Campbell      |     |
| 3     | DEF   | Ashley Cole       |     |
| 19    | MED   | Gilberto Silva    |     |
| 13    | MED   | Aliaksandr Hleb   | 85' |
| 7     | MED   | Robert Pirès      | 18' |
| 15    | MED   | Cesc Fàbregas     | 74' |
| 8     | DEL   | Fredrik Ljungberg |     |
| 14    | DEL   | Thierry Henry     |     |
| D. T. | D. T. | Arsène Wenger     |     |

| 24 | Centrocampista | Andrés Iniesta   | 46' |
| 7  | Delantero      | Henrik Larsson   | 61' |
| 2  | Defensa        | Juliano Belletti | 71' |

| 24 | Guardameta     | Manuel Almunia     | 18' |
| 16 | Centrocampista | Mathieu Flamini    | 74' |
| 9  | Delantero      | José Antonio Reyes | 85' |

| 76' · 81' | Samuel Eto'o Juliano Belletti | 1:1 2:1 |

| 37' | Sol Campbell | 0:1 |

| 69' · 90+3' | Oleguer Presas Henrik Larsson |

| 22' · 51' | Emmanuel Eboué Thierry Henry |

| 18' | Jens Lehmann |

| Principal  | Terje Hauge        |
| Asistentes | Steinar Holvik     |
|            | Arild Sundet       |
| Cuarto     | Tom Henning Øvrebø |

|                    |    |    |
| Tiros              | 20 | 8  |
| Tiros a puerta     | 9  | 5  |
| Faltas             | 20 | 16 |
| Saques de esquina  | 3  | 4  |
| Fueras de juego    | 1  | 1  |
| Posesión del balón | 64 | 36 |

| Alineación inicial |

| 1     | POR   | Víctor Valdés            |     |
| 23    | DEF   | Oleguer Presas           | 71' |
| 5     | DEF   | Carles Puyol             |     |
| 4     | DEF   | Rafael Márquez           |     |
| 12    | DEF   | Giovanni van Bronckhorst |     |
| 15    | MED   | Edmílson                 | 46' |
| 17    | MED   | Mark van Bommel          | 61' |
| 20    | MED   | Deco                     |     |
| 8     | DEL   | Ludovic Giuly            |     |
| 10    | DEL   | Ronaldinho               |     |
| 9     | DEL   | Samuel Eto'o             |     |
| D. T. | D. T. | Frank Rijkaard           |     |

| 1     | POR   | Jens Lehmann      |     |
| 27    | DEF   | Emmanuel Eboué    |     |
| 28    | DEF   | Kolo Touré        |     |
| 23    | DEF   | Sol Campbell      |     |
| 3     | DEF   | Ashley Cole       |     |
| 19    | MED   | Gilberto Silva    |     |
| 13    | MED   | Aliaksandr Hleb   | 85' |
| 7     | MED   | Robert Pirès      | 18' |
| 15    | MED   | Cesc Fàbregas     | 74' |
| 8     | DEL   | Fredrik Ljungberg |     |
| 14    | DEL   | Thierry Henry     |     |
| D. T. | D. T. | Arsène Wenger     |     |

| 24 | Centrocampista | Andrés Iniesta   | 46' |
| 7  | Delantero      | Henrik Larsson   | 61' |
| 2  | Defensa        | Juliano Belletti | 71' |

| 24 | Guardameta     | Manuel Almunia     | 18' |
| 16 | Centrocampista | Mathieu Flamini    | 74' |
| 9  | Delantero      | José Antonio Reyes | 85' |

| 76' · 81' | Samuel Eto'o Juliano Belletti | 1:1 2:1 |

| 37' | Sol Campbell | 0:1 |

| 69' · 90+3' | Oleguer Presas Henrik Larsson |

| 22' · 51' | Emmanuel Eboué Thierry Henry |

| 18' | Jens Lehmann |

| Principal  | Terje Hauge        |
| Asistentes | Steinar Holvik     |
|            | Arild Sundet       |
| Cuarto     | Tom Henning Øvrebø |

|                    |    |    |
| Tiros              | 20 | 8  |
| Tiros a puerta     | 9  | 5  |
| Faltas             | 20 | 16 |
| Saques de esquina  | 3  | 4  |
| Fueras de juego    | 1  | 1  |
| Posesión del balón | 64 | 36 |

| Alineación inicial |

|                   |
| Bandera de España |
| Campeón Barcelona |
| 2.do Título       |